# Лавале, Димитри
Димитри Лавале (нидерл. Dimitri Lavalée; род. 13 января 1997, Сумань, Валлония) — бельгийский футболист, защитник клуба «Штурм» (с 2023 года). Чемпион Австрии и обладатель Кубка Австрии 2024 года.

## Клубная карьера
Карьера Лавале началась в льежском «Стандарде», команде, воспитанником которой он является. В сезонах 2016/17 и 2017/18 годов Дмитрий тринадцать раз выходил на замену, но ни разу не выходил на поле в стартовом составе «Стандарда». 12 августа 2018 года Лавале на правах аренды перешел в нидерландский «Маастрихт» — клуб первого дивизиона. В общей сложности центральный защитник принял участие в тридцати двух матчах за эту команду.
20 января 2020 года клуб Бундеслиги «Майнц 05» объявил о заключении контракта с Лавале. Он подписал четырёхлетний контракт, который должен был начаться в начале сезона 2020/21 годов.
Сезон 2021/2022 годов Лавале провёл в бельгийском «Сент-Трюйдене», сыграв 41 матч и забил один гол.
20 июня 2022 года Лавале подписал четырехлетний контракт с «Мехеленом». 1 сентября 2023 года был отдан в аренду в австрийский «Штурм Грац» с правом выкупа. С 2023 года выступает за австрийский «Штурм». В 2024 году с этим клубом стал чемпионом Австрии и завоевал национальный Кубок.